# اچ‌تی‌سی اچ‌دی۷
اچ‌تی‌سی اچ‌دی۷ (به انگلیسی: HTC HD7) یک گوشی هوشمند دارای سیستم‌عامل ویندوز فون ۷ است که در ۲۱ اکتبر ۲۰۱۰ توسط شرکت اچ‌تی‌سی عرضه شد.